# Paphiopedilum siamense
Paphiopedilum siamense är en orkidéart som först beskrevs av Robert Allen Rolfe, och fick sitt nu gällande namn av Robert Allen Rolfe. Paphiopedilum siamense ingår i släktet Paphiopedilum och familjen orkidéer.
Artens utbredningsområde är Thailand. Inga underarter finns listade i Catalogue of Life.